# Ralph Kent-Cooke
Ralph Kent-Cooke (* 29. April 1937 in Toronto; † 11. September 1995 in Lexington) war ein US-amerikanischer Autorennfahrer und Rennstallbesitzer sowie der Sohn von Jack Kent Cooke.

## Karriere als Rennfahrer
Neben seiner Tätigkeit als Rennstallbesitzer war Kent-Cooke einige Jahre auch als Rennfahrer aktiv. Seinen ersten internationalen Renneinsatz hatte er beim zur Sportwagen-Weltmeisterschaft 1979 zählenden 6-Stunden-Rennen von Riverside. Gemeinsam mit Tom Frank beendete er das Rennen auf einem Chevrolet Monza an der 24. Stelle der Gesamtwertung. Sein größter Erfolg als Fahrer war der zweite Gesamtrang beim 12-Stunden-Rennen von Sebring 1981.

## Rennstallbesitzer
Bekannt war die Rennmannschaft von Kent-Cooke in Nordamerika vor allem als Einsatzteam der Lola T600 und T610 in der IMSA-GTP-Serie. Anfang der 1980er-Jahre bildete er einige Jahre zusammen mit Roy Woods unter dem Namen Cooke-Woods-Racing eine Rennmannschaft für die Lola-Rennwagen. 1981 gewann Brian Redman mit dem T600 die erste IMSA-GTP-Meisterschaft.

## Statistik

### Le-Mans-Ergebnisse
| Jahr | Team                     | Fahrzeug      | Teamkollege       | Teamkollege           | Platzierung | Ausfallgrund       |
| ---- | ------------------------ | ------------- | ----------------- | --------------------- | ----------- | ------------------ |
| 1980 | Racing Associates Inc.   | Porsche 935K3 | Bob Akin          | Paul Miller           | Ausfall     | Antriebswelle      |
| 1981 | Cooke-Woods Racing       | Porsche 935K3 | Bob Garretson     | Anne-Charlotte Verney | Rang 6      |                    |
| 1982 | Cooke Racing - Malardeau | Lola T610     | Brian Redman      | Jim Adams             | Ausfall     | kein Benzin        |
| 1983 | Cooke Racing             | Lola T610     | François Sérvanin | Jim Adams             | Ausfall     | Zylinder überhitzt |

### Sebring-Ergebnisse
| Jahr | Team                                     | Fahrzeug      | Teamkollege   | Teamkollege         | Platzierung | Ausfallgrund |
| ---- | ---------------------------------------- | ------------- | ------------- | ------------------- | ----------- | ------------ |
| 1980 | Condor Racing                            | Porsche 935K3 | Lyn St. James |                     | Ausfall     | Motorschaden |
| 1981 | Cooke Woods Racing Garretson Enterprises | Porsche 935K3 | Roy Woods     | Skeeter McKitterick | Rang 2      |              |
| 1982 | Cooke Racing                             | Lola T600     | Jim Adams     | David Hobbs         | Ausfall     | Motorschaden |
| 1983 | Cooke Racing                             | Lola T600     | Jim Adams     | Josele Garza        | Ausfall     | Unfall       |